# Agriotes subsulcatus
Agriotes subsulcatus là một loài bọ cánh cứng trong họ Elateridae. Loài này được Pic miêu tả khoa học năm 1913.